# 拉加雷訥科隆布
拉加雷讷科隆布（法語：La Garenne-Colombes，法語發音：[la gaʁɛn kɔlɔ̃b] ⓘ）是法國上塞纳省楠泰尔区的一个市镇，位於巴黎西北郊區。距離巴黎市中心的巴黎聖母院有9.6 km（6.0 mi）。拉加雷讷科隆布是歐洲人口密度最稠密的城市之一，该市镇2009年时的人口为29,169人。當地的居民常簡稱這裡為拉加雷訥。城市緊鄰拉德芳斯。

## 地名
一名由（「拉加雷訥」）和（「科隆布」）两部分组成，其中前者中文意译为「野兔圈」，后者则是来自同省的科隆布。

## 历史
拉加雷讷科隆布于1910年設市，然而其城市化要比這早得多，最早在1240年即有文獻記載其城市化。法蘭西島區域鐵路途經此地。拉加雷讷科隆布目前主要是個住宅城市，不過也有許多企業設在這裡。

## 地理
拉加雷訥科隆布（48°54'18"N, 2°14'37"E）面积1.78 平方千米，位于法国法蘭西島大區上塞纳省，该省份为法国北部内陆省份，毗邻巴黎。
与拉加雷訥科隆布接壤的市镇（或旧市镇、城区）包括：楠泰尔、科隆布、布瓦科隆布、库尔伯瓦。
拉加雷訥科隆布的时区为UTC+01:00、UTC+02:00（夏令时）。

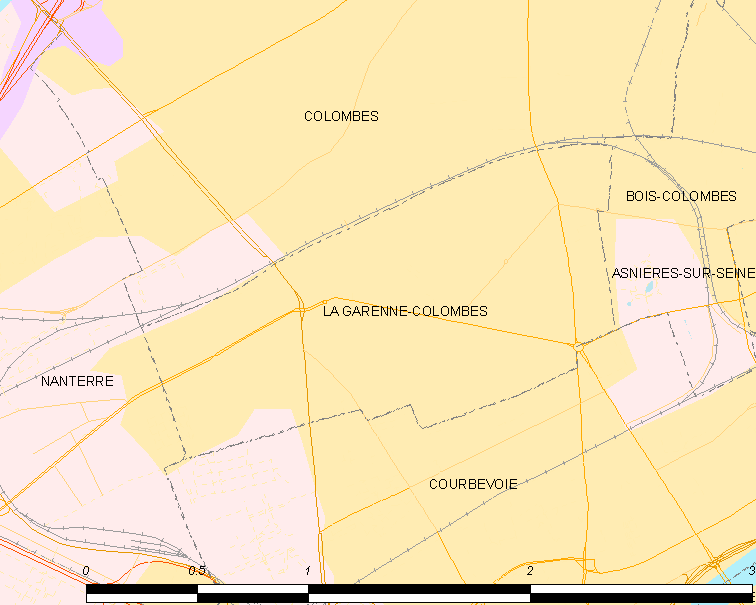
拉加雷訥科隆布的OSM定位图

## 行政
拉加雷訥科隆布的邮政编码为92250，INSEE市镇编码为92035。

## 政治
拉加雷訥科隆布所属的省级选区为科隆布第二县。

## 人口

1962-2008年间拉加雷訥科隆布人口变化图示

拉加雷訥科隆布于2022年1月1日时的人口数量为29828人。